# Konstytucja Mongolii
Konstytucja Mongolii (mong. Монгол Улсын Үндсэн Хууль, Mongol Ulsyn Ündsen Chuul’, tłum. Ustawa zasadnicza Mongolii) – najważniejszy akt prawny (ustawa zasadnicza) Mongolii.

## Informacje ogólne
Aktualnie obowiązująca konstytucja została uchwalona w 1992 po upadku komunizmu i przemianach politycznych początku lat 90, jako czwarta z kolei, ale pierwsza w pełni demokratyczna konstytucja Mongolii.
Uchwalona 13 stycznia 1992, weszła w życie miesiąc później – 12 lutego.
Zgodnie z konstytucja Mongolia jest republiką parlamentarną rządzoną przez prezydenta wybieranego w wyborach bezpośrednich.

## Treść konstytucji
Konstytucja Mongolii składa się z sześciu rozdziałów, poprzedzonych krótką preambułą. Łącznie zawiera 79 artykułów.

### Rozdział pierwszy
Zawiera artykuły od 1 do 13. Poświęcony jest suwerenności i integralności terytorialnej państwa. Definiuje mongolskie symbole narodowe, godło, flagę i hymn. Ustala stosunki pomiędzy państwem a religią.

### Rozdział drugi
Zawiera artykuły od 14 do 19. Dotyczy wolności i praw człowieka. Gwarantuje wolność religijną, kulturową, do zrzeszania się, a także prawo do głosowania czy wolności prasy. Definiuje obowiązki obywatelskie.

### Rozdział trzeci
Zawiera artykuły od 20 do 56. Poświęcony jest strukturze władzy w Mongolii. Definiuje trójpodział władzy.
Dzieli się na cztery części.

#### Część pierwsza
Zawiera rozdziały od 20 do 29. Dotyczy władzy ustawodawczej, którą jest w Mongolii wybierany na cztery lata jednoizbowy parlament, : Wielki Churał Państwowy, w którym zasiada 76 posłów.

#### Część druga
Zawiera rozdziały od 30 do 37. Poświęcony jest władzy wykonawczej w osobie Prezydenta, który wybierany jest w dwustopniowych wyborach na czteroletnią kadencję. Prezydent jest głową państwa i przysługują mu liczne prerogatywy.

#### Część trzecia
Zawiera rozdziały od 38 do 46. Dotyczy władzy wykonawczej w postaci rządu, kierowanego przez premiera. Rząd wyłaniany jest przez większość parlamentarną, a zatwierdzany przez prezydenta. Jest „najwyższą władzą wykonawczą”.

#### Część czwarta
Zawiera rozdziały od 47 do 56. Poświęcony jest władzy sądowniczej, która pozostaje w rękach niezależnych sądów. Gwarantuje obywatelom prawo do obrony. Określa kompetencje i zasady działania Sądu Najwyższego.

### Rozdział czwarty
Zawiera artykuły od 57 do 63. Określa podział terytorialny i administracyjny kraju. Definiuje podział władzy samorządowej oraz zakres obowiązków rządowej administracji terenowej.

### Rozdział piąty
Zawiera artykuły od 64 do 67. Dotyczy funkcjonowania dziewięcioosobowego Trybunału Konstytucyjnego, określa jego obowiązki i prerogatywy.

### Rozdział szósty
Zawiera artykuły od 68 do 70. Definiuje reguły zmiany konstytucji – do jej zmiany konieczne jest uzyskanie więcej niż 3/4 głosów w parlamencie. Ustanawia datę wejścia konstytucji w życie na 12 lutego 1992, na godz. 12:00.

## Historia konstytucji
Pierwsza konstytucja niepodległej Mongolii została uchwalona 26 listopada 1924 proklamująca Mongolię jako republikę ludową.
Druga i trzecia konstytucja komunistycznej Mongolii uchwalane były kolejne w roku 1940 i 1960.
W maju 2001 roku uchwalona została Pierwsza poprawka do czwartej konstytucji.